# Bệnh tật ở cá cảnh

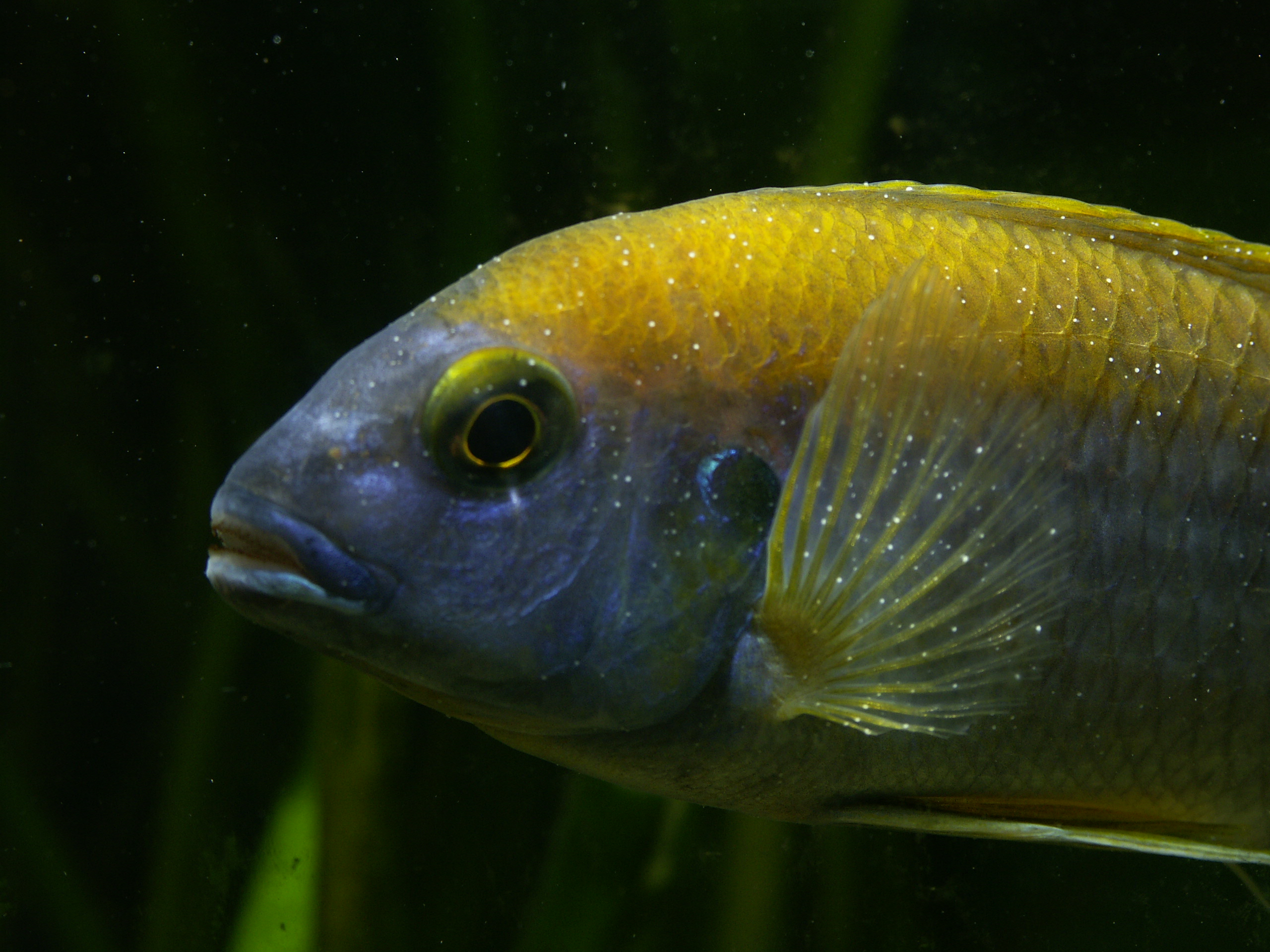
Một con cá cảnh bị bệnh đốm trắng

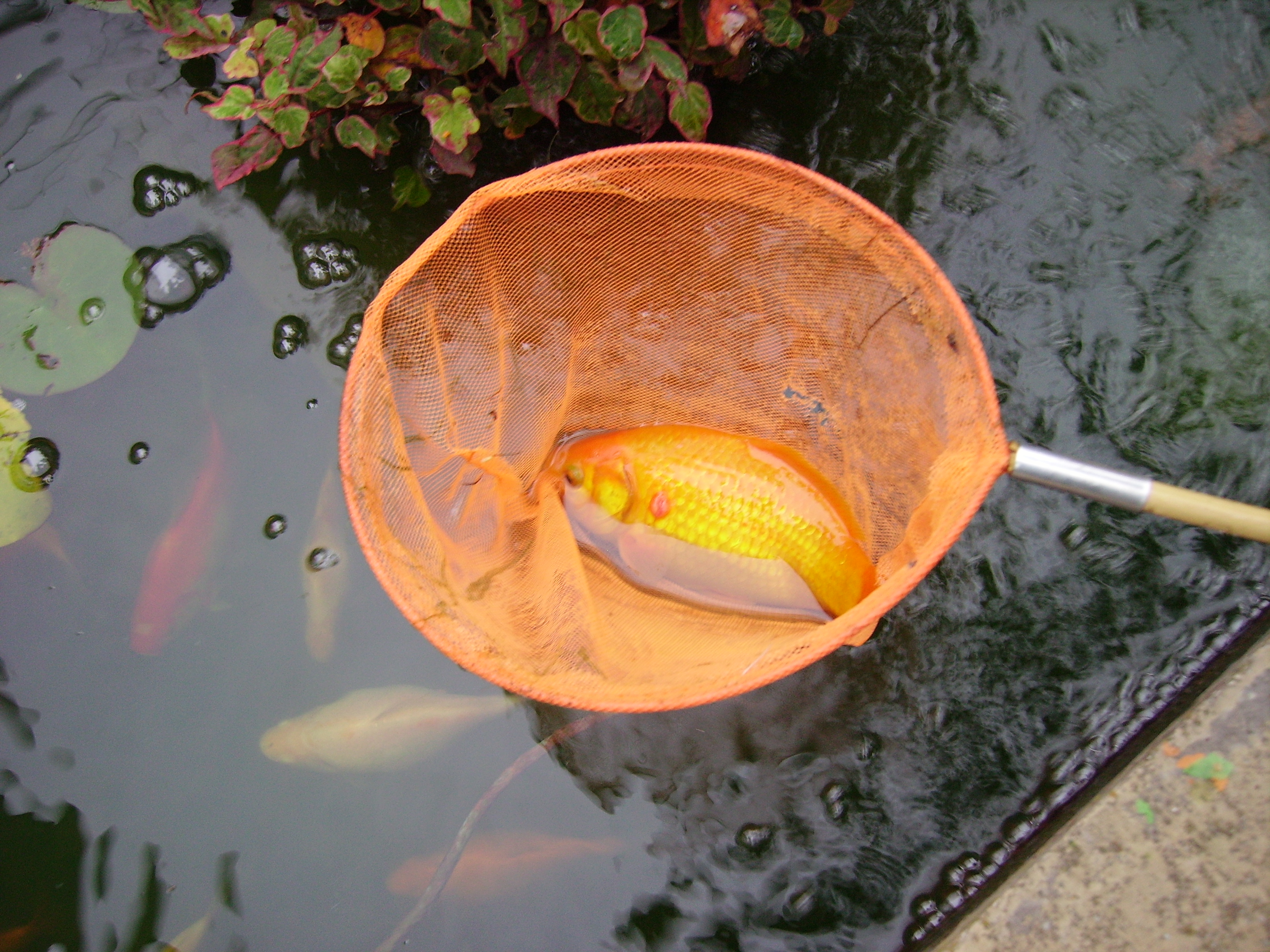
Một con cá vàng bị nhiễm bệnh

Bệnh tật ở cá cảnh chỉ về các loại bệnh và ký sinh ở cá cảnh được nuôi trong bể thủy sinh. Cá cảnh nuôi trong bể nuôi cá dễ bị nhiều bệnh. Do kích thước cá cảnh thường nhỏ và phần lớn là chi phí thấp để thay thế cho những con cá bệnh hoặc cá đã chết, chi phí xét nghiệm và điều trị các bệnh thường thấy còn lớn hơn giá trị của cá do đó người ta thường loại bỏ những con cá cảnh bị bệnh thay vì chạy chữa.

## Đại cương
Các bệnh thông thường nhất có thể tác hại đến cá trong bể nuôi có thể do ký sinh vật xâm nhập vào bể đồng thời với thức ăn sống hay cây trồng lấy từ nước bẩn ở nơi khác, hoặc là nhiễm khuẩn do mốc hoặc môi trường sống chung quanh thiếu vệ sinh và cũng do sự thiếu săn sóc của con người.
Khi nuôi cần quan sát sự di chuyển hay cách ăn uống để phát hiện các dấu hiệu bất thường. Cần quan sát cách ăn uống của cá: Khi cho ăn, đếm số lượng cá, nếu con nào không chịu tập trung ăn, rời đàn đi riêng lẻ, lập tức theo dõi chặt chẽ hơn. Quan sát phân của cá khi nuôi trong bể. Màu sắc của phân cũng phản ánh phần nào tình trạng sức khoẻ của cá. Nếu phân bạc màu và lỏng lập tức chú ý đề phòng cá bị đường ruột.

## Một số bệnh
xxxx200px|nhỏ|phải|Cá Neon bị bệnh phù]]

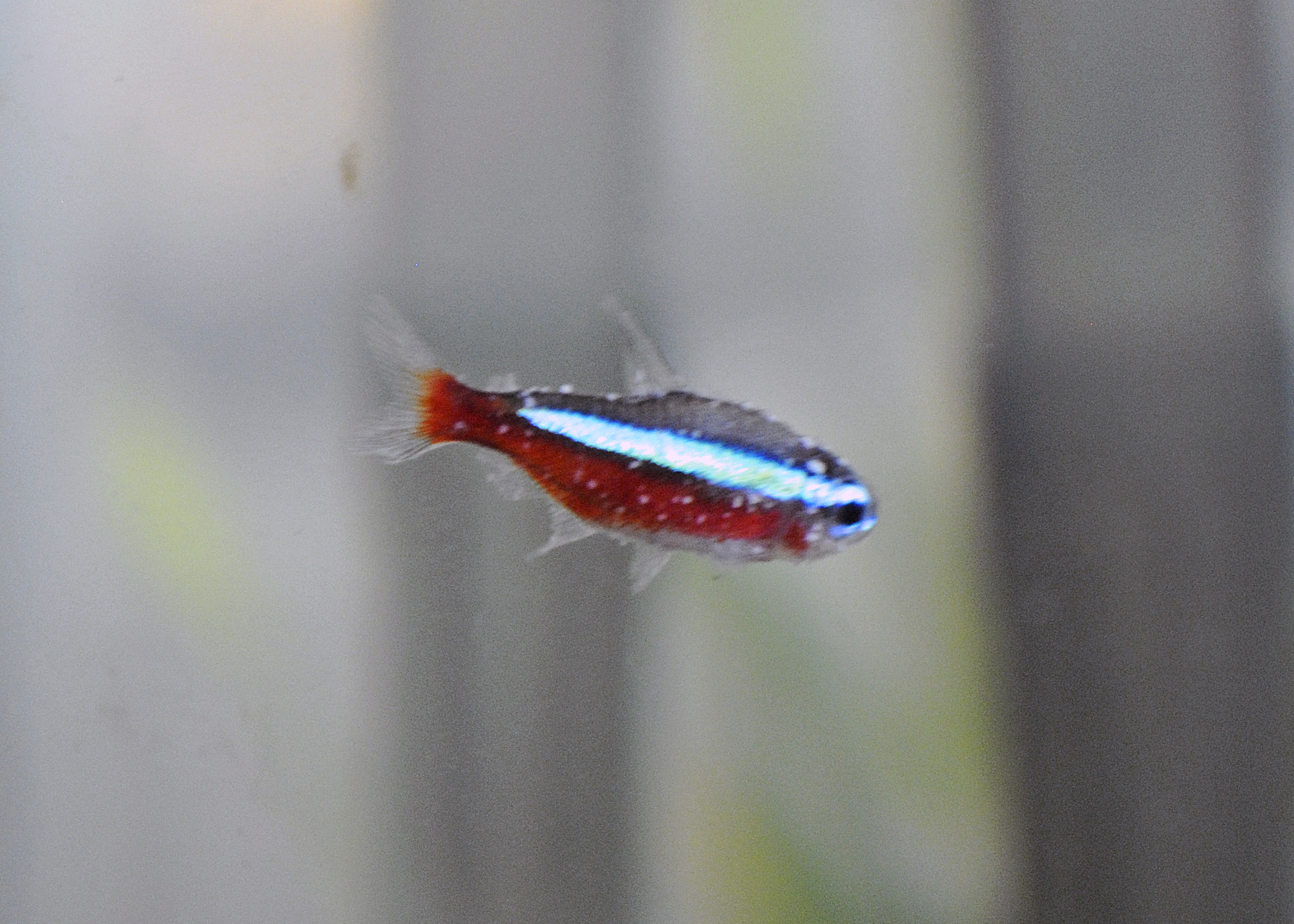
Cá Neon bị lây bệnh đốm trắng

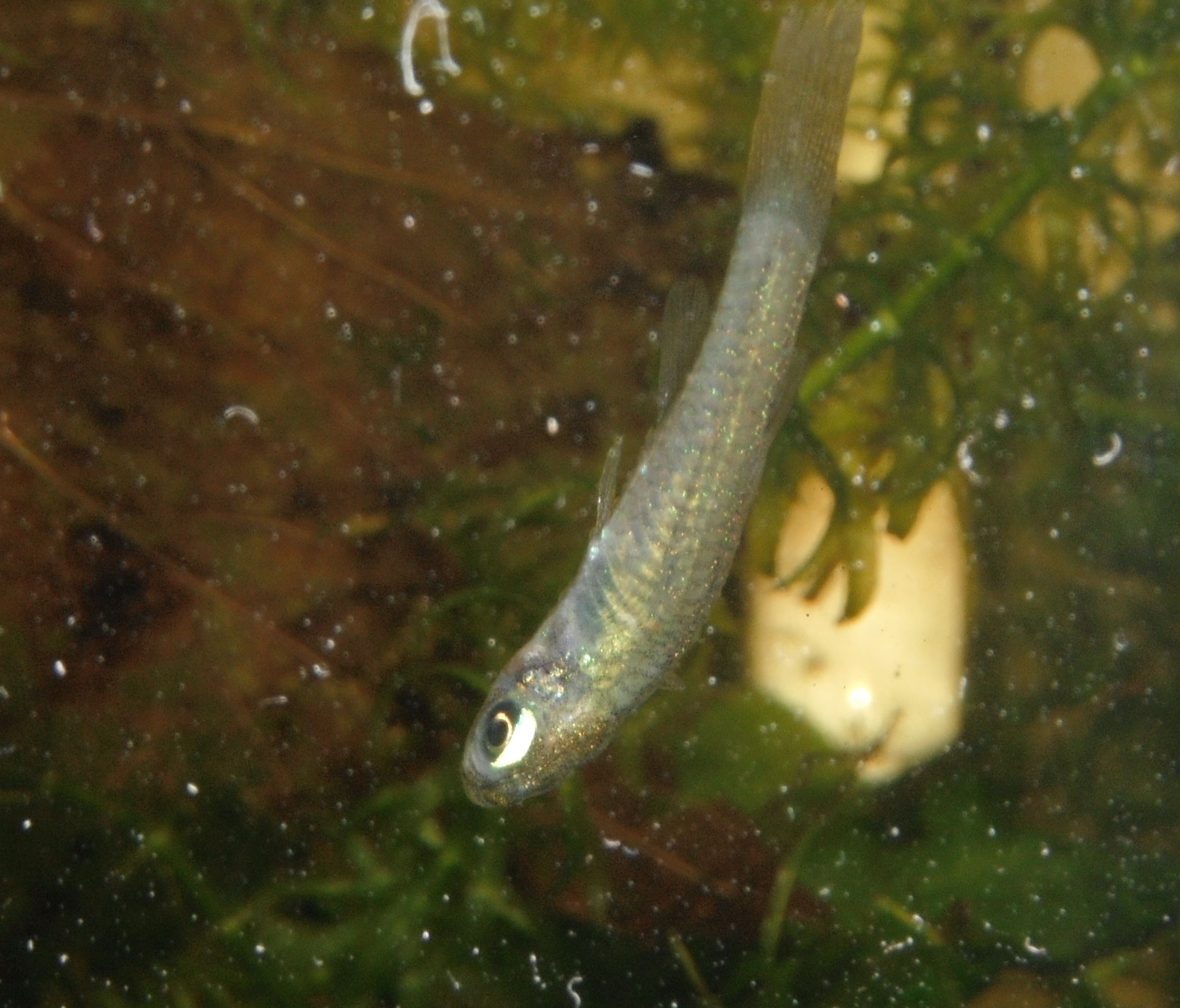
Cá cảnh bị bệnh đốm trắng

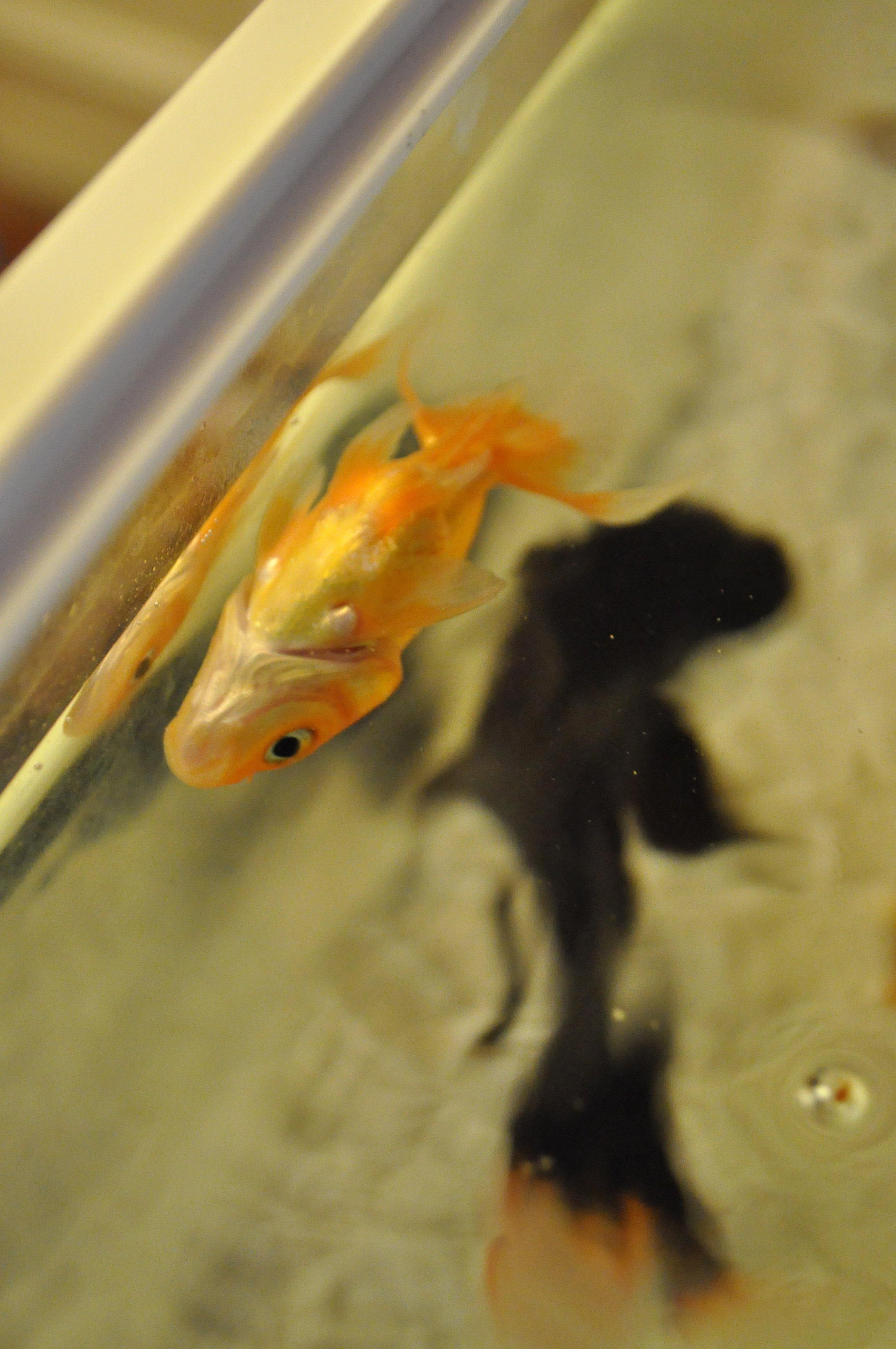
Một con cá vàng bị bệnh vặn mình

- Bệnh đốm trắng: Cơ thể của cá phủ đầy những nốt nhỏ màu trắng mọc khắp mình cá và lan truyền ra cả vây. Sự nhiễm bệnh theo chu kỳ. Ký sinh vật Ichthyophthirius multifilius sẽ rời cơ thể cá tạo màng để làm thành nang nhớt rơi xuống đáy của bể. Trong nang này, ký sinh vật tiềm sinh vẫn phân chia và tạo ra nhiều cá thể con. Đến lúc màng ngoài của nang nứt ra, các cá thể con thoát ra, bơi lội tự do đi tìm một vật chủ khác.
- Bệnh nấm mốc nước: Bệnh này gây ra bởi các loài nấm thủy mi hay mốc nước Saprolegnia, một loại phát ban dạng túm như là bông xuất hiện trên cơ thể của cá, có khi được phủ một màng mỏng nấm dạng sợi hay bột.
- Nấm thân, nấm miệng. Nấm miệng không liên quan đến nấm thân, do một loại vi khuẩn là Chondrococcus gây ra. Bệnh xảy ra tại vùng miệng gây ra những vết sùi. Không dùng thuốc trị nấm được mà phải dùng thuốc kháng sinh
- Bệnh rung: Cá bị bệnh thực hiện những chuyển động uốn lượn rất nhanh tại chỗ mà không nhích lên được một centimet nào cả. Có người gọi là bệnh vặn mình. Một trong những nguyên nhân của rối loạn này do sự hạ thấp nhiệt độ của nước, gây ra cho cá sự nhiễm lạnh.
- Bệnh phù: Cơ thể của cá phù lên ở một điểm kéo theo sự xù lên của các vảy. Nguyên nhân là do sự tích tụ của chất lỏng trong khoang bụng nhưng chưa rõ đúng là do cái gì gây nên. Phần đông các nhà nuôi cá gọi một cách không chắc chắn là bệnh phù thũng. Bệnh này có thể lây, nên tốt nhất là bắt riêng cá bệnh cho tới khi có dấu hiệu khỏi bệnh mới cho cá vào bể nuôi.
- Bệnh thối vây, đuôi: Sự thoái hóa của các mô nằm giữa các tia của vây do sự nhiễm khuẩn thường xảy ra dễ dàng hơn nếu phẩm chất của nước xấu. Vây cá cũng có thể bị thiệt hại do những khi bắt cá bằng tay không khéo léo hoặc do các cá khác cắn vây, khiến cho sự nhiễm khuẩn có chỗ phát sinh trên những phần bị thương.
- Bệnh giun hay Gyrodactylite: cá bị bệnh gãi mình vào đá và cây cỏ, triệu chứng này thường kèm theo sự thở gấp của cá. Các mang há ra và có thể thấy bị sưng. Các cá này bị các loại giun nhỏ Dactylogyrus hay Gyrodactylus ký sinh; chúng bám và xâm nhập vào da và tập trung ở các màng mềm của mũi cá. Gyrodactylus làm cá yếu đi và làm biến màu cá. Chúng thường nằm phía ngoài bề mặt của cá. Có khi chúng xâm nhập vào mang của cá tạo ra bệnh giun ở mang.
- Nang bạch huyết: Gây ra những chỗ lồi dạng cải bông (súp lơ) trên vảy và trên da cá, đồng thời làm giảm trọng lượng của cá. Bệnh có thể phát triển nhanh chóng. Thường ít gặp trong bể nuôi cá nước ngọt.
- Mụn: Những đốm trắng kết liền lại với nhau tạo thành mảng lớn. Cá có vẻ hốc hác và xoắn lại. Nguyên nhân có thể do chế độ thức ăn không cân đối, thiếu vitamin.
- Da nhớt: Một màng mỏng xám bao phủ thân cá. Do bị các vật ký sinh Cyclochacta và Costia gây ra sự tiết dịch nhớt.
- Viêm mắt: Mắt cá bị mờ đục do một loại nấm gây ra hoặc là bệnh đục nhãn mắt có nguồn gốc ký sinh (Proalaria). Các mắt có u lồi có thể do một bệnh khác.
- Bệnh nấm Oodinium Trên cơ thể cá thể hiện những lớp như bột. Đó là do nhiễm nấm Oodinium. Cách điều trị cũng tương tự như bệnh đốm trắng.
- Bệnh lao do giun dẹp Nematodes hay Cestodes mà ta không thấy được bằng mắt thường. Thông thường khi các triệu chứng đã xuất hiện, thật đã quá muộn để thực hiện một cách điều trị nào cho có hiệu quả. Để xác định đúng, cần tiến hành phân tích các cơ quan của cá bị chết.